# 第一次马恩河战役
第一次馬恩河戰役（法語：première bataille de la Marne）又名马恩河奇迹（法語：Le miracle de la Marne）是第一次世界大戰西部战线的一次戰役。這場戰役发生在1914年9月5日至12日。在這場戰役中，協約國軍隊合力擊退了德意志帝國軍。第一次馬恩河戰役是德軍自八月的邊境戰役並向巴黎郊區推進以來，對法國攻勢的高峰。五組法國集团军及英國遠征軍沿馬恩河展開反擊，迫使德軍撤退至法國東北，導致日後的埃納河戰役及「奔向大海」的行動。雖然馬恩河戰役對協約國是一場勝利，但亦導致長達四年的西線塹壕戰。
在1918年7月中，馬恩河爆發第二次馬恩河戰役。

## 背景
邊境戰役是對法國軍隊自1914年8月7日至9月13日的一系列軍事行動的統稱。自8月4日起德軍、法軍及比利時軍隊在德法邊境及南比利時展開連串的遭遇戰。比國重鎮列日在8月7日被德軍佔領。同時，第1支英國遠征軍在法國登陸，而法軍正在穿過德法邊境。同日，法國在其首次攻勢(阿爾薩斯戰役)中攻下米盧斯，直至8月11日被德軍反擊後撤退至貝爾福。12日，比軍在哈倫戰役，一場以德比步兵及騎兵為主的戰役上成功擋下德軍的攻勢。16日，四個英軍步兵師及一個騎兵師登陸法國，同時比軍最後一個炮台——列日炮台投降。比利時政府於18日由布魯塞爾撤退。比軍於19日撤退至安特衛普，打開了進入那慕爾的通道。
洛林攻勢（8月14至25日），由法國第1集团军向薩伯格、第2集团军向莫朗格展開的法軍輔助攻勢。鄰近莫朗格的沙托薩蘭於17日及薩伯格於18日分別被法軍佔領。德國第6及第7集团军在20號展開反擊，法國第2集团军被逼放棄莫朗格，而法國第一集团军在薩伯格被擊敗。德軍穿過邊境並向蘭斯進軍，但被法軍阻擋於蘭斯城東。而唯一一支沒撤退至安特衛普防線的比利時第四集团军堅持守住那慕爾，並於20日被德軍圍攻。在更西面，法國第五集团军集結於桑布爾河，面向北方的沙勒羅瓦及東面的那慕爾及迪南。法國第45步兵旅在那慕爾向比軍提供額外援助。在左面，由安德烈·索尔代將軍領導的法國騎兵團在蒙斯與英國遠征軍取得連繫。
在南邊，法軍於8月19日重新佔領米盧斯但其後撤退。20日，德軍在洛林展開反擊，而德國第四及第五集团军在19日穿過阿登，向納沙托進軍。法國第三及第四集团军在20日穿越阿登並發動攻勢以支援法軍向洛林的攻勢，並在濃霧中相遇。法軍發動阿登戰役（8月21至28日），對德法雙方均構成重大損失，迫使法軍於23日在無秩序下撤退。法國第三及第五集团军撤退至凡爾登，而第四集团军退至色當及斯特奈。米盧斯被德軍佔領，同時默茲河戰役（26至28日）暫時遏止德軍攻勢。24日，莫爾塔涅戰役（14至25日）中德軍對佛日作有限攻勢，並將戰線一度推前，直至被法軍反擊，退回原地。

## 前奏
1914年8月2日，德軍進佔盧森堡。8月3日，德国向法国宣战。次日早上，德军就冲入中立国比利时境内，准备借道进攻法国。经过十余天苦战后，8月16日，德军终于攻占比利时的重防要塞列日城，然后百万大军直向比利时腹地插去。毛奇依照施里芬计划，以蒙斯为轴心将德军分为左右两翼，左翼第6、第7计2个集团军，共布置了23个师，守卫蒙斯以南法德边境的阿尔萨斯和洛林地区的阵地；右翼第1、2、3、4、5计5个集团军，共55个师，借道比利时、卢森堡和荷兰突破法国北部边境，然后采用大迂回战略，从西向东包抄法军主力，力求速战速决，一举平定西线。
法军的作战计划叫“第17号计划”，是由法军总司令霞飞一手制定。霞飞在法德边境上集结了5个集团军兵力，共70个师，计划一开战就一举攻入阿尔萨斯和洛林两省，夺回法国在普法战争中的失土。在德军猛攻比利时的同时，法军也向阿尔萨斯和洛林发起了进攻，双方都进行了一场里出外进的攻防战。

## 馬恩河戰役

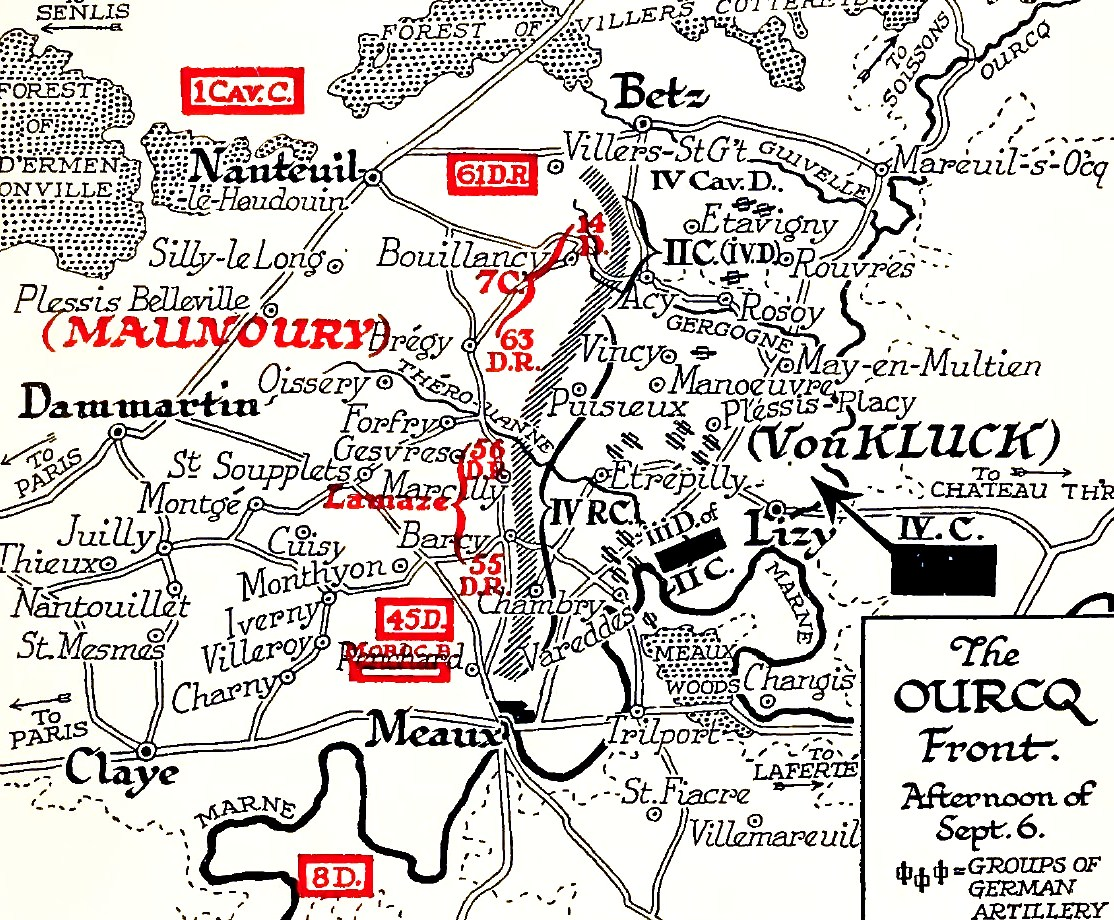
马恩河战役，1914年9月6日

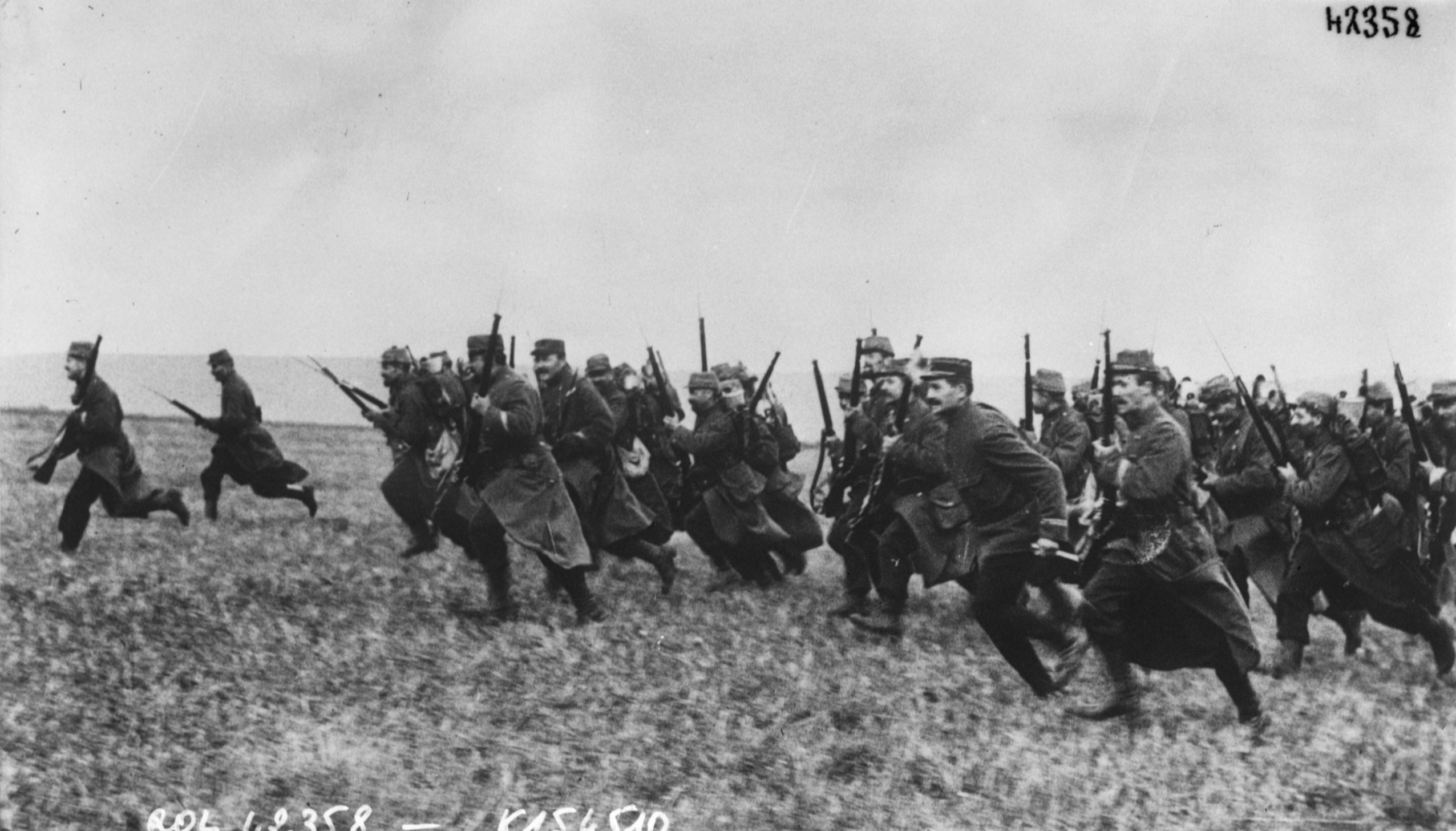
1914年 法国步兵团冲锋陷阵

从8月9日起，法军就在右翼向阿尔萨斯和洛林地区发起了进攻。法军第1、第2两个集团军猛攻德军左翼的第6和第7集团军。按照预定计划，德军且战且退，以吸引法军兵力而配合德军右翼的突破。然而过了几天，眼看着西线其他各集团军都在进攻，血气方刚的德军左翼总指挥巴伐利亚王储鲁普里赫特亲王再也忍受不住，竟然擅自于20日发起了反攻。经过一场恶战，将法军又从阿尔萨斯和洛林撵了出来。法军被打得焦头烂额，拼死坚守南锡高地，勉强阻止住了德军的进攻。在这一阶段的战斗中，可以看出德军根本没有遵守“施里芬计划”的原意，没有达到大量吸引法军兵力的目的。相反，战线稳定后，法军却从第2集团军抽出了2个军去增援法军左翼，反而使德军右翼进攻阻力更大。
德军右翼5个集团军突破列日后，快速南下，8月19日渡过吉特河，20日占领比利时首都布鲁塞尔。德军继续进攻，又攻克重镇安特卫普。此时，法军第5集团军迎上去堵击。德军猛将克卢格率第1集团军30万人冲在最前面，德法两军在那慕尔附近展开了激战。德军在战斗素质和装备上都要强于法军，法国军队渐渐支持不住。不久，德军第2、第3集团军赶到，法军再无力抵挡，向西南溃退。德军留下少部兵力围攻比利时军队据守的那慕尔，于25日将其攻克，3个德国集团军则继续南下攻入法国境内。
在法国和比利时边境的阿登地区，法军第3、第4集团军堵住了向南突破的德军第4、第5集团军，双方进行了硬碰硬的对攻战。德军以密集的炮火轰击法军阵地，然后步兵扑上去进行肉搏战，双方反复争夺每一片阵地，杀得天昏地暗。一场白刃纷飞的血战过后，再一次显出了两军的战斗力，法军败退，直退过马斯河，依靠凡尔登要塞顽强固守。

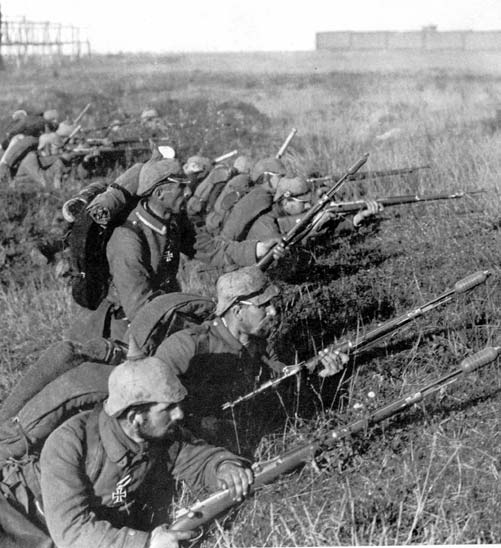
马恩河战役上，德国士兵正在前线警戒

德军第1集团军冲过那慕尔后，与法国第5集团军后面的英国远征军迎头遭遇。德军依然采用了密集队形的猛攻战术，而英军都是国内最精干的部队，射击技术极佳，劈头盖脑的排枪与轻炮打得德军尸横遍地。德军集中了大量重炮，猛烈轰炸英军阵地。英军多年不打大仗，非常缺乏重炮，在德军的密集轰击下伤亡很大。血战3天后，侧翼的法国第5集团军向西南旋转以攻击德国第1集团军的侧翼，但是攻击未果，反而使英国远征军变得孤立无援。英军不得不趁黑夜撤退，前后伤亡达7800余人，德军则迅速攻占法国东北部重镇蒙斯。至8月25日，法军在整个战线上的攻势均遭溃败，损兵30多万。而德军已从北部边境攻入法国，尤其是克卢格率领的第1集团军，兵锋已直趋巴黎。霞飞为阻滞这支德军的前进，紧急从洛林战场调集兵力，组建了法国第6集团军，赶过来堵塞缺口。
同一天，德军参谋总长小毛奇做出了一个灾难性的决定，他从德军第2、第3集团军中抽出了9个师去支援东线，以缓解俄国军队的压力。实际上，此时俄军并未发起什么强大的攻势，此举并无必要，反而又一次极大削弱了西线右翼的进攻兵力，为会战失败埋下了伏笔。8月27日，小毛奇重新调整了部署，命第1集团军沿阿腊斯、亚眠一线向巴黎以北迂回；第2、3、4、5集团军向巴黎以东进军，渡过马恩河，直插塞纳河，预备包围歼灭法国东部的法军主力。

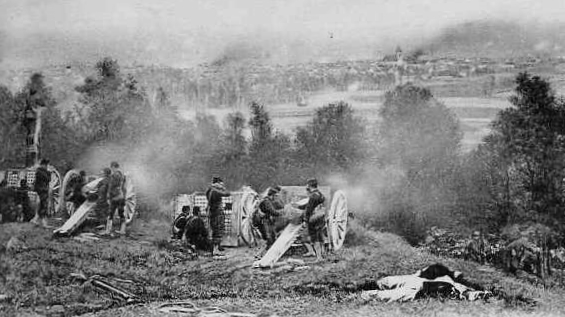
在马恩河战役中，法国75毫米口径的大炮在战斗

自战争开始，克卢格的第1集团军最为骁勇，在14天之内推进了250公里，成为攻入法国最远的部队。按照原定计划第1集团军本应从巴黎西部迂回而过，并派一支部队独享占领巴黎的荣光。可是因为西线右翼的兵力已严重削弱，小毛奇无自信做大迂回，遂改变计划命第1集团军向巴黎以北迂回，以掩护第2集团军的右翼，不再占领巴黎，这让克卢格极为不快。8月30日，撤退中的法国第5集团军突然发起反击，重创了正在追击中的德国第2集团军。第2集团军司令毕罗急向克卢格求援。克卢格立即率第1集团军杀出蒙斯，向南急进。连日赶路的第1集团军已疲惫不堪。
9月2日，克卢格集团军的先头部队已挺进到距巴黎仅有48公里的地方，巴黎城中风声鹤唳。霞飞將第6集团军调归巴黎城防司令加利埃尼将军指挥，以穩固戰線，法国第5集团军和英国远征军则撤往巴黎以南。小毛奇令克卢格的第1集团军在第2集团军后跟进加以掩护，而实际上第1集团军进展极快，已前出到了第2集团军之前。克卢格一路追击法国第5集团军和英国远征军，双方连日交战。此时克卢格接到命令"必须停止前进2天，等待第2集团军上来会合"。克卢格决心不顾命令继续南进追歼法军和英军，认为这样法军和英军就会远远地逃向南面。克卢格不顾大局的大踏步南下，等于将西线德军的右翼完全暴露了。一旦法军从巴黎方向出击，德军就有被拦腰斩断的危险。

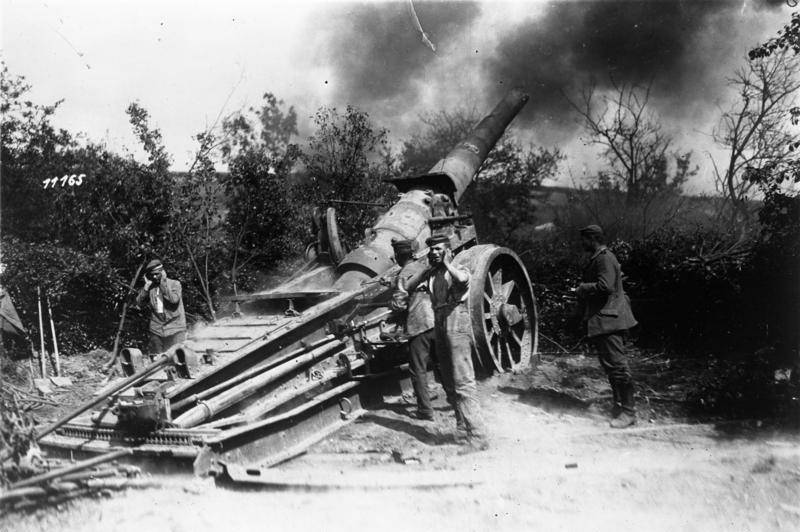
法国马恩河战役上的炮击

9月3日，克卢格率军兼程急赶，直奔马恩河。德军不顾疲劳，一天行进了近40公里，终于在傍晚抵达马恩河边。许多德军士兵累倒在地上，疲惫不堪，只是迷迷糊糊地嘀咕着：“40公里！40公里！”克卢格累垮了他的士兵，也远远地超越了他的给养车队和重炮队。而法国第5集团军和其外侧的英国远征军已在当天早些时候渡过了马恩河。因为仓促退却，法军竟然未炸毁马恩河上的桥梁。克卢格占领了这些桥头堡之后，便不顾柏林最高统帅部要他与毕罗的第2集团军保持齐头并进的命令，留下了第1集团军的第4军在北岸警戒巴黎法军后，主力部队于9月4日清晨渡过马恩河，继续向东南方向追击。
这样一来，第1集团军就要从巴黎东面经过，并且还要横越法国第6集团军的前方。巴黎城防司令加利埃尼将军见状十分兴奋，他马上意识到了这是千载一时的战机。加利埃尼马上命令法国第6集团军准备攻击德国第1集团军的侧翼，又打电话给霞飞，请他调回法国第5集团军和英国远征军，向德军进行合击。但是霞飞此时另有打算，并没有阻止法军南撤。 此时，柏林天天接到前线进展神速的战报，从德皇到普通百姓都认为法军即将被彻底消灭，德国的胜利即将到来。只有参谋总长小毛奇心里充满怀疑：“我们不应该盲目乐观，战争胜利必须要消灭敌人的有生力量，可我们的的胜利在哪里，我们俘虏了多少敌人？很少！法国人很可能是在进行有计划地撤退。”
9月4日，小毛奇向前线发出命令，要求德国第1和第2集团军停止前进，保持在巴黎法军防线的正面，以掩护德国第3集团军向南进攻以突破法国第9集团军防线。同一天下午，加利埃尼再次向霞飞请求攻击德军侧翼，但霞飞并没有当场答应。其实霞飞早就有了反攻计划，只是他想从别处抽调来更多的部队，并且要英国远征军也参战，这就需要时间。当天晚上，霞飞终于下令法军其他部队停止后撤，决定于9月6日开始发动全面反攻。随后霞飞亲自拜访了英国远征军司令弗伦奇爵士，终于说服他同意派兵参加反攻。

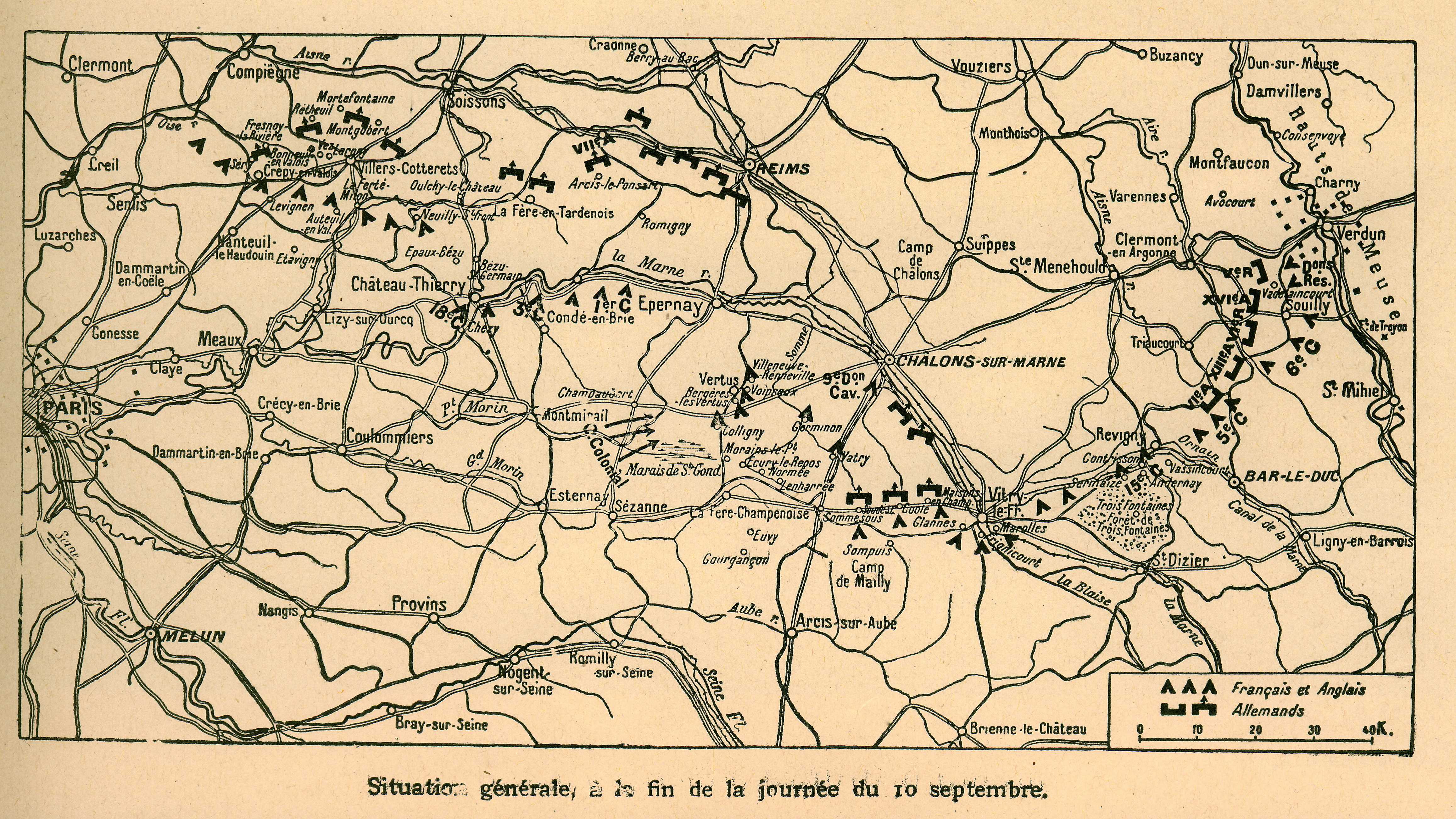
1914年9月10日，马恩河战役第5日的法国地图

此时，克卢格的第1集团军早已渡过马恩河南下，正在进攻法国第5集团军的阻击防线，已无法和德国第2集团军保持平行。9月5日中午，克卢格留在马恩河北岸的第4军掩护部队遭到路易·德斯佩雷率领的法国第6集团军的袭击，双方陷入激战。克卢格怕后方有失，立即调回第2军向北支援。9月6日上午，加利埃尼命令法国第6集团军向马恩河北岸的德军留守部队发动猛攻。德军第2军连夜赶回，疲惫不堪，马上就投入了战斗。到了9月7日，后方的战况越来越激烈，克卢格终于意识到了有被截断后路的危险。他立即命令第3和第9军也回过头去对付法国第6集团军，而这2个军的任务本来是负责掩护德国第2集团军的右翼的。他们一撤，使德国第1集团军和第2集团军之间，产生了一个宽达30公里的缺口。好在这个缺口对面的英军早就撤退了，所以克卢格才敢冒这个危险。
此时整个战线的形势是：法军在巴黎至马恩河一线自西向东的战斗序列是：第6集团军、第5集团军、英国远征军、第9集团军、第4集团军和第3集团军。德国的第4和第5集团军被法国第3和第4集团军堵在了凡尔登一线；德国第3集团军正在向南进攻法国第9集团军；德国第1集团军则进攻法国第5集团军，第1集团军后方又遭到了法国第6集团军的攻击。对于德军来说，取胜的关键就在于它能否在法军主力部队和英军利用德国第2集团军右翼那个缺口突破自己的蜂腰部之前，击溃法军的两翼，即法国第6集团军和第9集团军。击溃法国第6集团军则可保障德军整体防线不会动摇，击溃法国第9集团军则可突破法军中央防线而使其全线后退，这样巴黎和凡尔登守军都将陷于孤立无援之境。

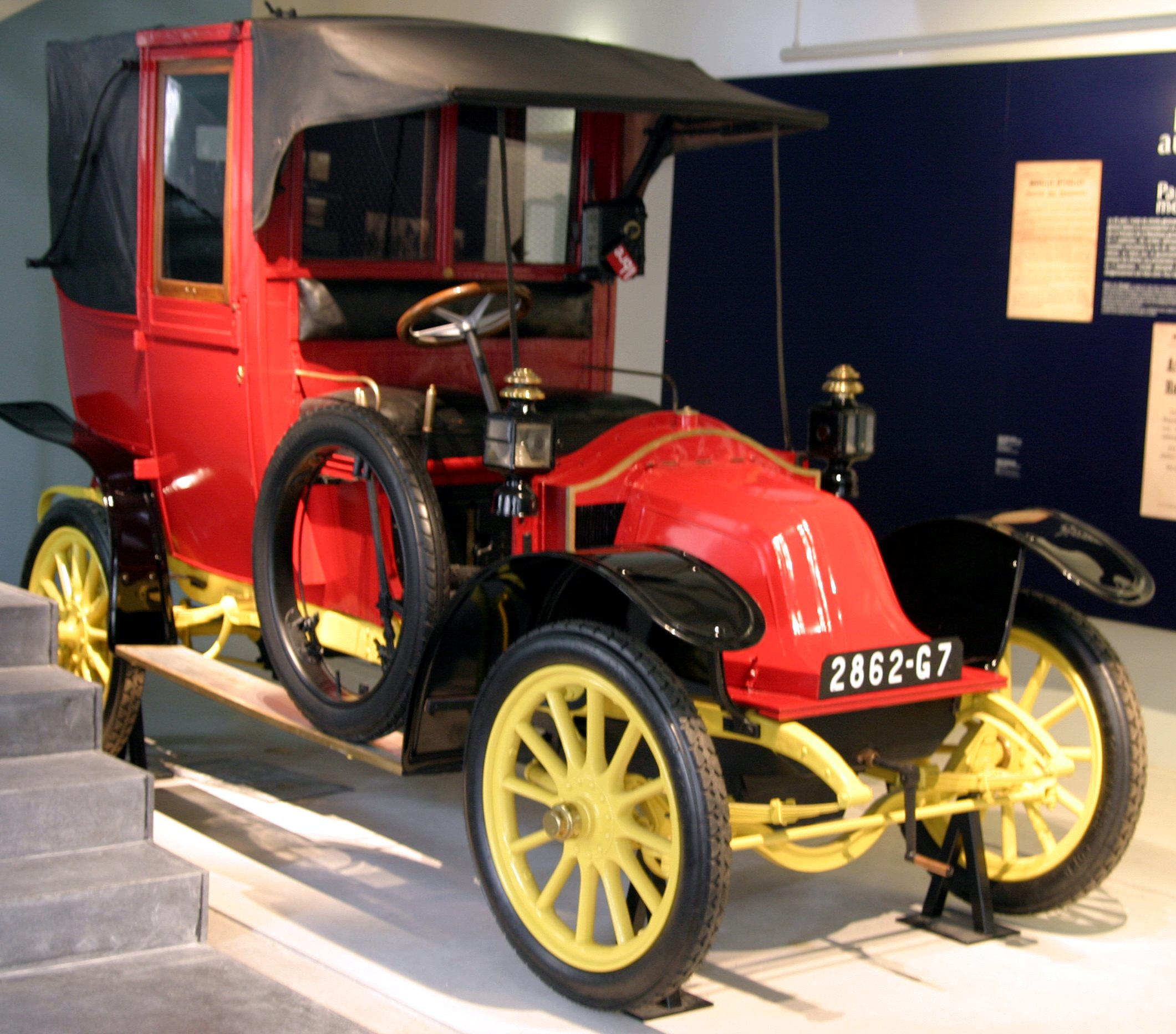
拯救巴黎的出租车

9月7日，克卢格的4个军都调回来围攻法国第6集团军，法军立时陷入苦战。加利埃尼急令巴黎警察征集了大约600辆出租汽车，每辆运5人，一次运3000人，连运两次，将半个多师的法军输送到战场，开了现代战争史上摩托化输送部队的先河，终于使法国第6集团军总算没有被德军打垮。法军援兵又乘火车陆续赶到，双方在马恩河北岸展开激战。
这时，法国第5集团军也掉转头来，开始了反攻，同克卢格亲率的德国第1集团军和毕罗的第2集团军右翼展开了厮杀；法国第4和第9集团军则截住德国第3、第4集团军，使德国第1、第2集团军陷于孤立。9月8日，关键时刻，弗伦奇率领英国远征军3个军小心翼翼地进入了德国第1集团军和第2集团军之间的缺口。英国人实在是谨慎之至，生怕前面出现一个巨大的陷阱，以致一天的前进速度只有13公里。如果他们前进的速度再快些，克卢格军团就有可能遭到背后的猛烈一击。尽管如此，英军还是将德国第1集团军与第2集团军分隔开了。

## 大撤退
9月9日，毕罗下令他的第2集团军撤退。克卢格下达了撤退的命令。法国第5集团军和英国远征军乘势进军，从右翼威胁德国第3集团军的侧翼。无奈之下，毛奇只得于9月11日下令德军全线后撤，法军得以反攻回马恩河北岸，巴黎也转危为安。德军如此深入锐利的攻势，只是因为克卢格的第1集团军的贪功冒进，终于功败垂成。德军在撤退过程中表现出了高度的军事素质，保持了建制的完整并击退了追击的英法联军。尽管如此，德军还是损失了15000人和40门火炮。
至此，在300多公里战线上相互猛攻的马恩河会战终于结束。在马恩河会战中，交战双方先后投入將近200万人的兵力，伤亡人数在30多万以上。其中，法军阵亡2.1万人，受伤12.2万人；德军阵亡4.3万人，受伤17.3万人。

## 后果
马恩河战役在短短數天內決定了整個戰爭的局勢，德國的施里芬計劃徹底失敗，再也不可能迅速結束西線的戰場。至於協約國方面，聯軍守住了巴黎並迫使德軍撤退，但其勝利不足以將德軍擊潰或者驅離出他們所佔領的地區。雙方為了獲取更安全的掩護開始挖掘壕溝，傳統的運動戰被將領捨棄，轉而採取壕溝戰，让接下來四年的僵局留下難以抹滅的歷史印象。